# Patrick Zircher
Patrick Zircher (* 29. August 1963 in Dayton, Ohio) ist ein US-amerikanischer Comiczeichner.

## Leben und Arbeit
Zircher begann seine Karriere als Zeichner für Rollenspiele wie Villains and Vigilantes oder Champions. Daneben arbeitete er gelegentlich auch als Zeichner für Independent-Comic-Verlage. In den frühen 1990er Jahren wechselte er schließlich als hauptberuflicher Zeichner in die Comicbranche. Von 1994 bis 1996 übernahm er den Job des Stammzeichners für New Warriors. Es folgte ein Engagement für Star Trek. Early Voyages (1997–1998) für Dark Horse Comics, Thunderbolts (2001–2002) und Nightwing (2002–2004) für DC-Comics. Hinzu kamen vereinzelte Engagements als Gastzeichner für Serien wie Darkstars.
2004 ging Zircher einen Vertrag mit dem Verlag Marvel Comics ein für den er zunächst die Serie Cable and Deadpool (2004–2006), später Iron Man (2006–2007) betreute.